# Saint-Hilaire, Isère
Saint-Hilaire (còn được gọi là Saint-Hilaire du Touvet) là xã cũ của tỉnh Isère, thuộc vùng Rhône-Alpes, đông nam nước Pháp. Ngày 1 tháng 1 năm 2019, Saint-Hilaire được sáp nhập vào xã mới Plateau-des-Petites-Roches.